# Nowinki (powiat piaseczyński)
Nowinki – przysiółek w Polsce położony w województwie mazowieckim, w powiecie piaseczyńskim, w gminie Piaseczno na obszarze Chojnowskiego Parku Krajobrazowego.
W latach 1975–1998 miejscowość administracyjnie należała do województwa warszawskiego.